# Edwin Sidney Broussard
Edwin Sidney Broussard (ur. 4 grudnia 1874, zm. 19 listopada 1934) – amerykański polityk związany z Partią Demokratyczną.
W latach 1921–1933 był senatorem Stanów Zjednoczonych z Luizjany.